# Parc national de Yoshino-Kumano
Le parc national de Yoshino-Kumano (吉野熊野国立公園, Yoshino-Kumano kokuritsu kōen) est un parc national japonais situé dans la région du Kansai.
Le parc a été créé en 1936 et couvre une surface de 597,93 km2.
Il s’étend du mont Yoshino, connu pour la floraison de ses cerisiers, dans la partie centrale de la péninsule de Kii, vers le sud jusqu'au mont Ōmine et le mont Ōdaigahara. Il comprend aussi le bassin fluvial de Kitayama et Kumano, parsemé de gorges, ainsi que le littoral de la mer de Kumano, la partie la plus méridionale de l'île de Honshū.
On y trouve les sites sacrés et chemins de pèlerinage dans les monts Kii.